# 馬蒂亞斯·辛德拉爾
馬蒂亞斯·辛德拉爾（德語：Matthias Sindelar，1903年2月10日—1939年1月23日），奧地利男子足球員。司職中鋒。他在1930年代效力奧地利，並在1934年世界盃擔任奧地利隊的隊長。
辛德拉爾有「足球界莫札特」和「紙人」（Der Papierene）等的稱號。1998年，辛德拉爾被選為「世紀奧地利最佳運動員」。隨後的一年，他則在國際足球歷史和統計聯合會主辦的民意調查中被選為「20世紀奧地利最佳足球員」。

## 球員生涯
辛德拉爾帶有捷克血統，他出生於當時屬於奧匈帝國領土的摩拉維亞城市伊赫拉瓦。1905年，他跟隨家人搬到維也納定居。辛德拉爾15歲時便加盟哈化維也納（ASV Hertha Vienna）。
1924年，辛德拉爾加盟奧地利維也納，他協助球會先後在1926年奪得聯賽冠軍、1933年和1936年奪得米杜柏杯及在1925年、1926年、1933年、1935年和1936年奪得奧地利盃。
1926年至1937年間，辛德拉爾代表奧地利隊上陣了43場並攻入27球。1926年9月28日，辛德拉爾在對捷克斯洛伐克的賽事中首次代表奧地利隊上陣並取得入球，最終以2-1擊敗對手。他在其後的兩場賽事中合共攻入3球，令到辛德拉爾代表奧地利隊上陣3場便攻入了4球。辛德拉爾和奧地利隊在1934年世界盃相當突出，他們在八強戰2-1擊敗匈牙利，於四強以0-1僅負於主辦國意大利，而在季軍戰2-3不敵德國而屈居殿軍。
1938年，納粹吞併奧地利後，辛德拉爾以年事已高和傷患作藉口來拒絕代表德國出賽。1939年1月23日，辛德拉爾和他的女朋友一同被發現因一氧化碳中毒而雙雙死於他們維也納的公寓內。

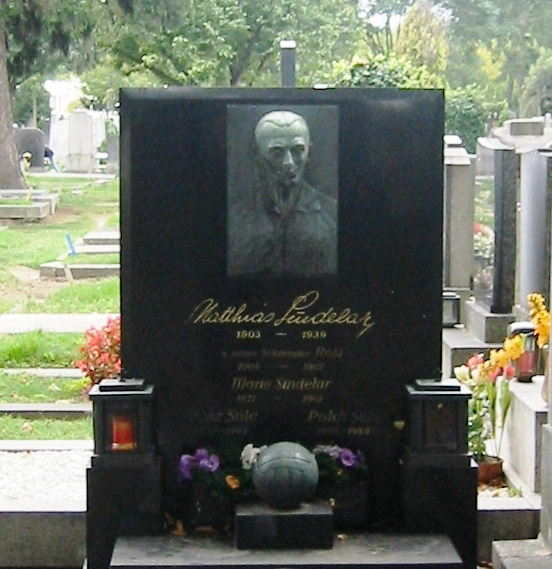
辛德拉爾位於維也納中央公墓的墓碑

奧地利作家弗里德里希·托貝格其後創作了一首詩《足球員之死》（Auf den Tod eines Fußballers），以獻給辛德拉爾。詩中表示，辛德拉爾由於奧地利被德國所吞併而在1938年自殺。不過另一方面，又有報導表示他的死亡是由於煙囪的問題所造成的意外。然而，BBC在2000年的紀錄片中訪問了辛德拉爾一位生前好友，他指出有地方官員受賄以換取將他的身故記錄為意外死亡，而確保他以国葬形式出殯。他說道：「根據納粹的規則，任便人被謀殺或自殺，都不能給予很大的榮譽。因此，我們不得不做些什麼，以確保排除他的死有犯罪的成份。」

## 榮譽
辛德拉爾除了是20世紀奧地利最佳足球員亦是世界最佳足球員第22名。
- 奧超 (1)：
  - 1926
- 奧地利盃 (5)：
  - 1925、1926、1933、1935、1936
- 米杜柏杯 (2):
  - 1933、1936

## 外部連結
- 致敬頁面 （页面存档备份，存于）
- Channel 4 News: Matthias Sindelar （页面存档备份，存于）
- Career stats （页面存档备份，存于）  - National Football Teams
- 球員介紹 （页面存档备份，存于） - Austria Archive
- HistoriasDeFútbol. Episodio 2 "Mathías Sindelar, un gol al nazismo" （页面存档备份，存于）